# Palazzo del Capitanio (Verona)
Il palazzo del Capitanio, così chiamato in quanto sede nei quattro secoli di governo veneziano del capitano, ma conosciuto anche come palazzo di Cansignorio dal nome del suo committente o di palazzo del Tribunale in quanto sede tra il XIX e il XX secolo degli uffici giudiziari, è un edificio civile situato tra piazza dei Signori e piazza Indipendenza a Verona.

## Storia

### Strutture precedenti alla costruzione del palazzo
L'area del palazzo è stata oggetto di scavi archeologici negli anni 1980, che hanno rivelato una storia complessa e ricca di testimonianze dell'evoluzione del palazzo e del suo contesto urbano e che, in seguito, ha consentito la realizzazione di un percorso espositivo sotterraneo denominato Scavi Scaligeri.
I primi insediamenti risalgono all'età romana: gli scavi hanno infatti riportato alla luce pavimenti e strutture di varie abitazioni databili tra il I e il II secolo e tra il IV e il V secolo. Le abitazioni più antiche erano costituite da più unità edilizie, mentre quella più recente era probabilmente un'unica dimora (a cui apparteneva tra l'altro il mosaico pavimentale più pregevole rinvenuto), andata distrutta a causa di un violento incendio avvenuto forse al momento della conquista longobarda.

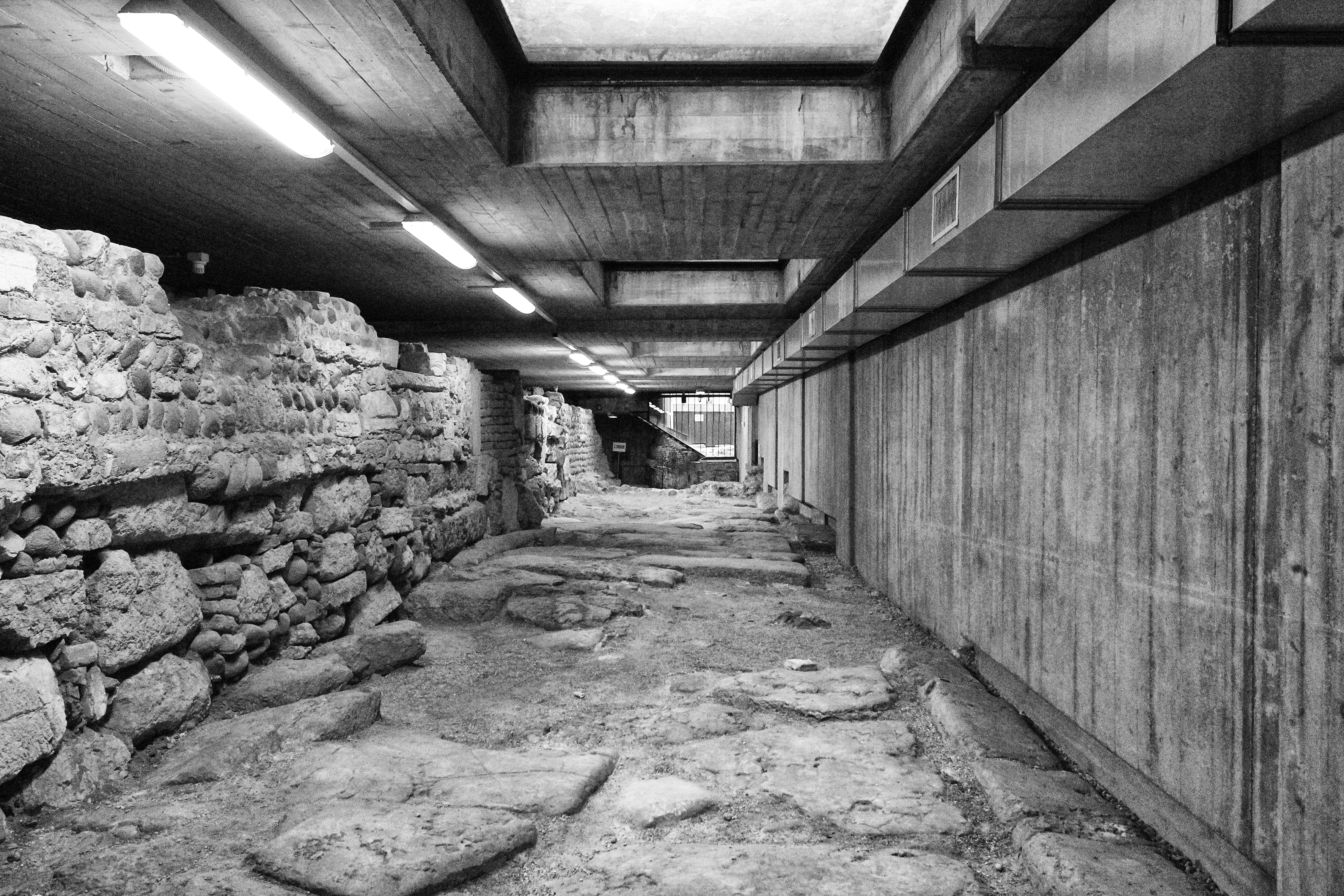
I resti della strada romana che si trova all'interno degli Scavi Scaligeri

Nell'Alto Medioevo nell'area furono realizzate delle sepolture e, riutilizzando ciò che rimaneva delle abitazioni romane, furono costruiti nuovi edifici in muratura o in legno, tanto che sopra i pavimenti in mosaico romani sono stati trovati più poveri pavimenti in terra battuta e tegole. Le sepolture sono invece legate alla fondazione, intorno al 745, della cappella di Santa Maria Antica con annesso monastero femminile. Della cappella longobarda tuttavia non esistono quasi più tracce in quanto, in età carolingia o precomunale, fu sostituita dall'omonima chiesa di Santa Maria Antica.
Tra il 1150 e il 1200 nella parte orientale dell'area, oltre al cimitero, era presente una piccola piazza di mercato delimitata da un porticato, di cui sono state trovate le basi di colonne, mentre nella parte occidentale si trovava due abitazioni, di cui una probabilmente dimora e officina di un artigiano del ferro e del bronzo. Queste abitazioni subirono nel tempo diverse trasformazioni ma furono utilizzate fino alla costruzione del palazzo di Cansignorio, che comportò la loro demolizione. Infine, nella parte settentrionale a ridosso di Santa Maria Antica si trovava una casa-torre.

### La dimora degli Scaligeri

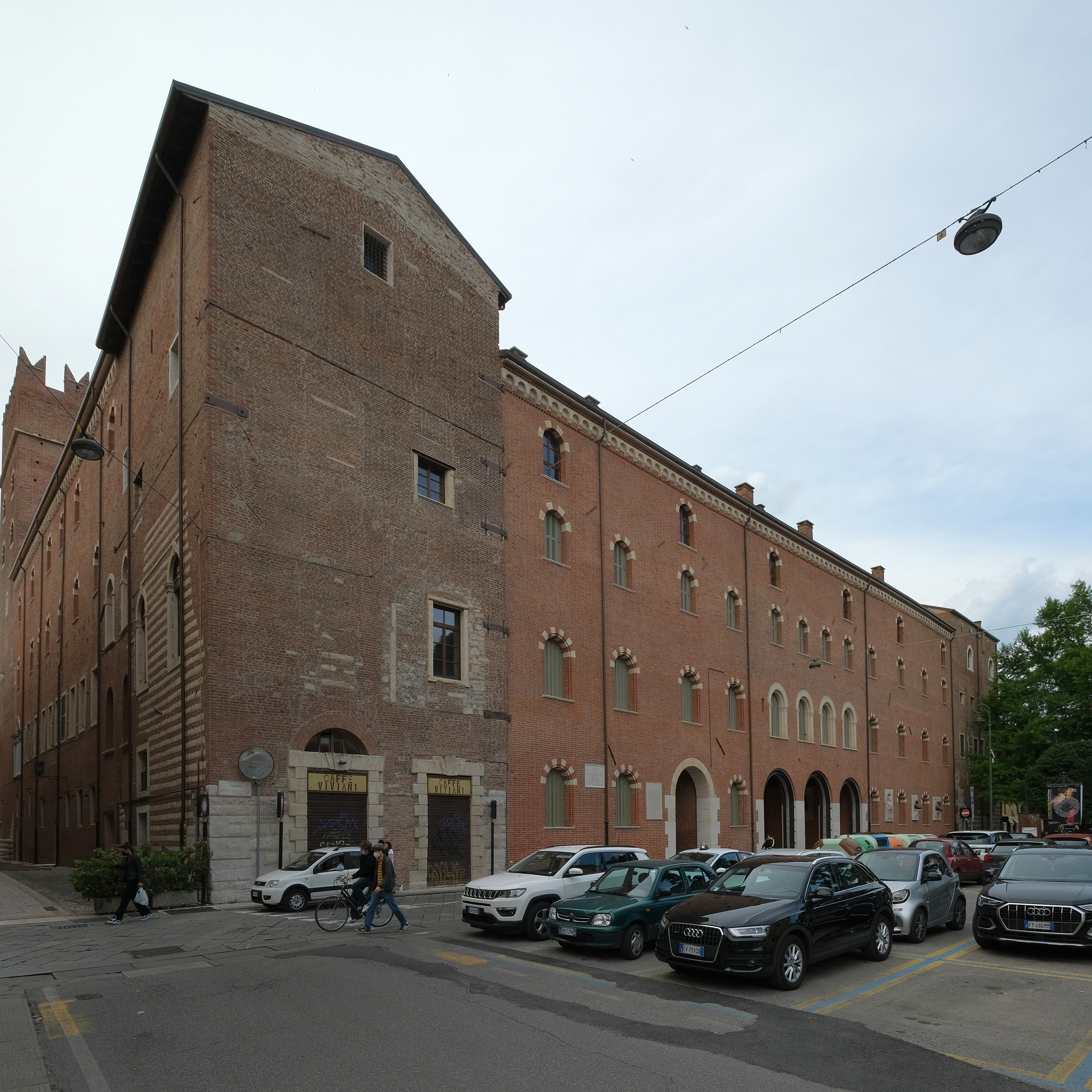
L'ala del palazzo che si affacciava sul brolo

Intorno alla metà del XIII secolo alcuni membri della famiglia degli Scaligeri, tra cui Ongarello II, Bonifacio e Aleardo, si insediarono in quest'area. Nel 1277 viene nominata per la prima volta la dimora di Alberto della Scala (cedutagli dal fratello maggiore Mastino), che fu il primo a commissionare una serie di interventi di ristrutturazione.
L'alta torre che si staglia su piazza dei Signori, edificata probabilmente su iniziativa di Alberto o di Mastino, è la parte più antica del palazzo e possiede ancora in buona parte l'aspetto originale. Realizzata in laterizio, è alta cinque piani e termina con un terrazzo superiore cinto da una merlatura. Ogni livello è caratterizzato da una coppia di finestre con ghiere bicrome, anche se quelle del primo e secondo piano in origine possedevano un aspetto differente e furono uniformate alle altre alla fine del XIX secolo.
Ma è Cansignorio della Scala, intorno alla metà del XIV secolo ed entro il 1364, a rifondare il palazzo, dandogli un impianto sostanzialmente definitivo. Il palazzo fu organizzato come un complesso fortificato, con tutti gli edifici collegati tra loro; al centro del complesso si trovava quindi un cortile chiuso, attorno al quale si sviluppavano le varie unità edilizie. Si tratta pertanto di un impianto analogo a quello del vicino palazzo della Ragione. Sul retro del complesso si estendeva inoltre un vasto brolo (ovvero un orto), che occupava l'area dell'attuale palazzo delle Poste e di piazza Indipendenza e che era protetto da un'alta muraglia.

### Trasformazioni successive

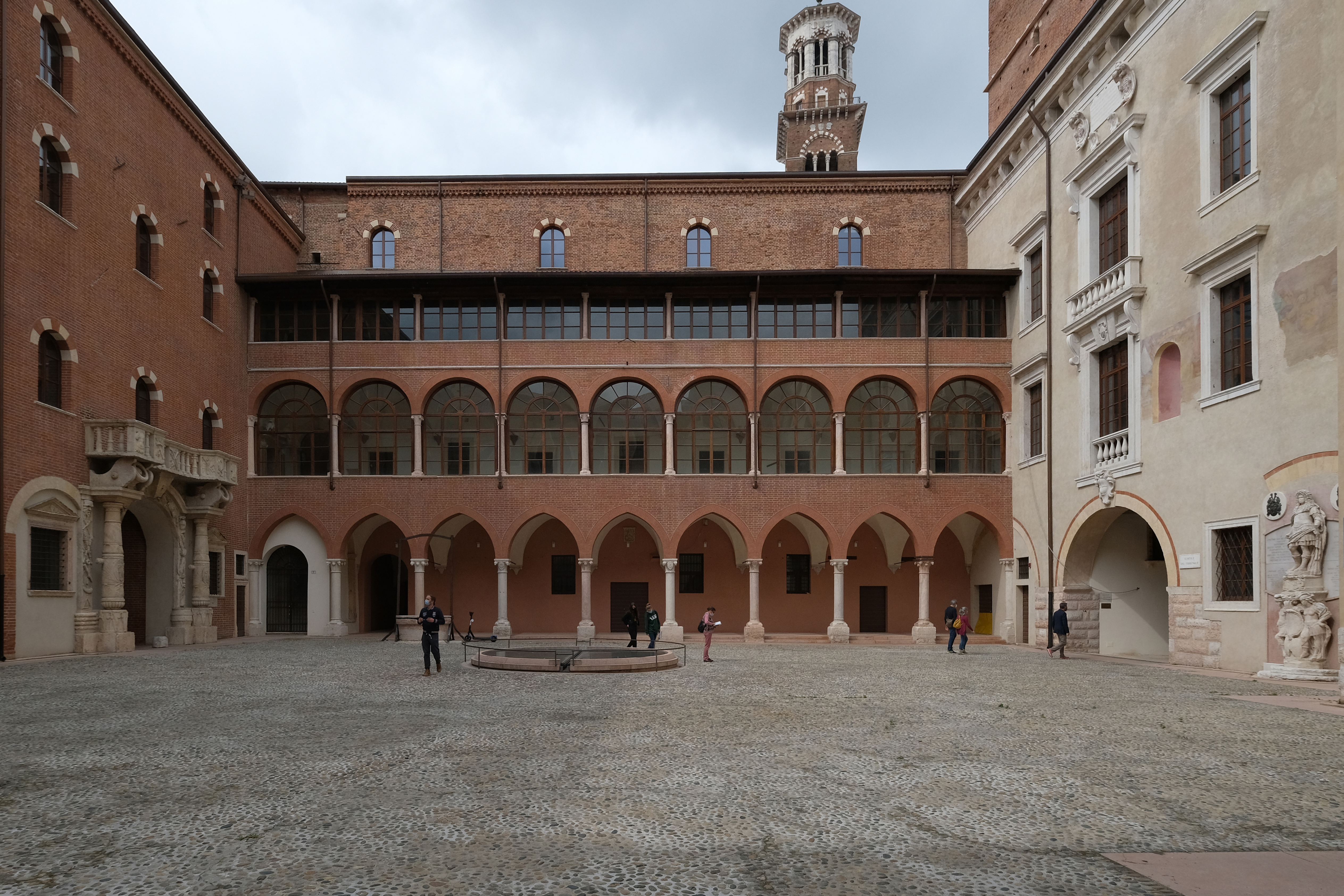
La loggia del 1476

Dopo la dedizione di Verona a Venezia, avvenuta nel 1405, il palazzo fu sede del capitano veneto. Nel corso dei secoli successivi il palazzo fu così oggetto di numerose modifiche per adattarlo alle nuove funzioni. Tra le più importanti si annoverano l'edificazione della grande loggia nel cortile interno, attribuita a Pietro da Porlezza e completata nel 1476, e la trasformazione di parte dell'ala prospiciente piazza dei Signori, che venne rivista in stile rinascimentale e impreziosita dal portale del celebre architetto Michele Sanmicheli, realizzato tra il 1531 e il 1533.
A partire dal tardo Ottocento il palazzo venne destinato a sede degli uffici giudiziari, per cui furono necessarie ulteriori trasformazioni seppur di più modesta entità.